# نمایه کتاب
نمایه کتاب نوشته نظام یافته‌ای است از واژه‌ها و مفاهیم موضوعی، نامهای اشخاص، عنوان کتابها و مدارک استناد شده، نامهای جغرافیایی و دیگر مطالب مهم یک یا چند کتاب با ارجاع به صفحاتی که محل اطلاعات موردنظر را نشان می‌دهند که معمولاً در پایان کتاب قرار می‌گیرد (نوروزی، ۱۳۸۰). اصطلاح نمایه کتاب معادل «Back-of-the-Book (BOB) Index» انتخاب شده‌است. نمایه راه ورود و دست یابی به اطلاعات و از ساده ترین، کارآمدترین و ضروری‌ترین ابزارهای اطلاعاتی است. تفاوت نمایه با فهرست مندرجات در این است که فهرست مندرجات، طرح و نقشه دلخواه مؤلف از کتاب است که قصد دارد موضوع و محتوای آن را در جالبترین و دقیقترین شیوه معرفی کند، اما نمایه، طرح و نقشه نمایه‌ساز از اطلاعات ارائه شده توسط مؤلف است که مطالب اثر را با بهترین روش نشان می‌دهد. فهرست مندرجات بر اساس توالی حضور مطالب متن اصلی مرتب می‌شود حال آن که نمایه کتاب معمولاً بر اساس نظم الفبایی مرتب می‌شود. در واقع، فهرست مندرجات تجلی حرکت اندیشه مؤلف است. کتاب بدون نمایه، همانند شهری بدون راهنماست، گرچه فهرست مندرجات طرح کلی رؤوس مطالب کتاب را ارائه می‌کند، ولی نمی‌تواند اصطلاحات اخصّ را نشان دهد و جایگزین نمایه شود (نوروزی، ۱۳۸۰). 